# Договорът в куфарчето (2014)
Договора в Куфарчето (2014 г.) е предстоящ професионален кеч турнир със заплащане-на-изглед (PPV) турнира, произведен от WWE, Той ще се проведе на 29 юни 2014 г. ТД Гарден в Бостън, Масачузетс. Това ще бъде петото годишен турнир Договорът в куфарчето.

## Фон
Тъй като в рамките на предишния турнир, един от мачовете на основната карта ще включва договорът в куфарчето мач със стълби, където победителия получава договор, който му дава право на мач за Световната титла в тежка категория на федерацията в някоя програма на датата, мястото и мас по негов избор. На 2 юни издание на Първична сила, Алберто Дел Рио се класира за мача, побеждавайки Долф Зиглър.
На 2 юни издание на Първична сила, Стефани Макмеън обяви, че Даниел Брайън ще защитава своята Световна титла в тежка категория на федерацията срещу Кейн мач с Носилка, ако той е в състояние да се бият. Ако Брайън не е в състояние да се бият, той ще бъде лишен от титлата. На турнира Договора в куфарчето ще бъде за свободната Световната титла в тежка категория на федерацията.

### Договора в куфарчето квалификационни мачове
- Алберто Дел Рио победи Долф Зиглър – Първична сила, 2 юни
- Шеймъс победи Лоши новини Барет –
- Сезаро победи Роб Ван Дам -

## Резултати
| #                                                                                | Мач | Правила | Време |
| -------------------------------------------------------------------------------- | --- | --- | ----- |
| 1                                                                                | Братята Усо победиха Семейство Уаят (Ерик Роуън и Люк Харпър)                                                 | Отборен мач за отборните титли на федерацията                                                                                      | 13:23 |
| 2                                                                                | Пейдж победи Наоми                                                                                            | Мач за Титлата при дивите | 07:10 |
| 3                                                                                | Адам Роуз победи Деймиън Сандау                                                                               | Сингъл мач | 04:02 |
| 4                                                                                | Сет Ролинс победи Дийн Амброус, Долф Зиглър, Кофи Кингстън, Роб Ван Дам и Джак Фукльото (със Зеб Колтър)      | Мач със стълби за договора в куфарчето В куфарчето има договор който дава мач за Световната титла в тежка категория на Федерацията | 23:10 |
| 5                                                                                | Златен прах и Звезден прах победиха Райбак и Къртис Аксел                                                     | Отборен мач | 07:32 |
| 6                                                                                | Русев (с Лана) победи Големия И                                                                               | Сингъл мач | 07:19 |
| 7                                                                                | Лайла победи Съмър Рей                                                                                        | Сингъл мач. Фанданго като съдия на мача                                                                                            | 03:09 |
| 8                                                                                | Джон Сина победи Кейн, Ранди Ортън, Роман Рейнс, Алберто Дел Рио, Шеймъс, Брей Уаят и Сезаро (със Пол Хеймън) | Мач със стълби за Световната титла в тежка категория на Федерацията                                                                | 26:37 |
| (ш) – показва шампиона/шампионите † – означава, че мача е преди шоуто (pre-show) | | |       |